# Серапиас
Сера́пиас (лат. Serápias) — род многолетних травянистых растений, включённый в трибу Ятрышниковые (Orchideae) семейства Орхидные (Orchidaceae).

## Название
Карл Линней в 1737 году назвал этот род растений, вероятно, по имени древнеегипетского бога Сераписа. Это название является законсервированным с типом Serapias lingua, описанным в 1753 году.

## Ботаническое описание
Наземные травянистые растения с несколькими шаровидными клубеньками. Стебель имеется, с линейно-ланцетными прямостоячими листьями. Цветки собраны на концах цветоносов в соцветия, с длинными заметными перепончатыми прицветниками. Окраска цветков у большинства видов сиреневая или тёмно-красная. Лепестки и чашелистики образуют «капюшон» над большой трёхдольчатой губой без шпорца. Средняя доля губы языковидная, к этому относится эпитет типового вида рода — lingua. Колонка прямая, поллинии булавовидные. Рыльце пестика эллиптической формы, вдавленное. Завязь сидячая.

## Ареал
Ареал рода Серапиас ограничен Средиземноморьем — его представители произрастают в Южной Европе, Северной Африке и Малой Азии. Основные места произрастания — сосновые леса, гариги и маквисы. Почвы могут быть как влажными болотистыми, так и сухими, богатые щёлочью или слабо кислые.

## Таксономия
|  |                                      |  |                                                         |                                                         |                    |  | ещё 13 семейств (согласно Системе APG III) |                     |                     |                                                |
|  |                                      |  |                                                         |                                                         |                    |  |                                            |                     |                     | около 15 видов и множество межвидовых гибридов |
|  |                                      |  |                                                         | порядок Спаржецветные                                   |                    |  |                                            |                     | род Серапиас        |                                                |
|  |                                      |  |                                                         | порядок Спаржецветные                                   |                    |  |                                            |                     | род Серапиас        |                                                |
|  | отдел Цветковые, или Покрытосеменные |  |                                                         |                                                         | семейство Орхидные |  |                                            |                     |                     |                                                |
|  | отдел Цветковые, или Покрытосеменные |  |                                                         |                                                         |                    |  |                                            |                     |                     |                                                |
|  |                                      |  | ещё 58 порядков цветковых растений (по Системе APG III) | ещё 58 порядков цветковых растений (по Системе APG III) |                    |  |                                            | ещё около 880 родов | ещё около 880 родов |                                                |
|  |                                      |  |                                                         | ещё 58 порядков цветковых растений (по Системе APG III) |                    |  |                                            |                     | ещё около 880 родов |                                                |

### Синонимы
- Helleborine Tourn. ex Moench, 1794, nom. illeg.
- Isias De Not., 1844
- Lonchitis Bubani, 1901
- Serapiastrum Kuntze, 1891

### Виды
- Serapias bergonii E.G.Camus, 1908
- Serapias broeckii A.Camus, 1926
- Serapias cordigera L., 1763
- Serapias lingua L., 1753
- Serapias neglecta De Not., 1844
- Serapias nurrica Corrias, 1982
- Serapias olbia Verg., 1908
- Serapias orientalis (Greuter) H.Baumann & Künkele, 1988
- Serapias parviflora Parl., 1837
- Serapias perez-chiscanoi Acedo, 1990
- Serapias politisii Renz, 1928
- Serapias vomeracea (Burm.f.) Briq., 1910 — Серапиас сошниковый